# Cyathea decorata
Cyathea decorata är en ormbunkeart som först beskrevs av William Ralph Maxon, och fick sitt nu gällande namn av R. Tryon. Cyathea decorata ingår i släktet Cyathea och familjen Cyatheaceae. Inga underarter finns listade.